# 2 Korpus Obrony Powietrznej (ZSRR)
2 Korpus Obrony Powietrznej – wyższy związek taktyczny wojsk przeciwlotniczych Sił Zbrojnych ZSRR i Federacji Rosyjskiej.

## Struktura organizacyjna
W latach 1991–1992
- dowództwo – Bałaszycha
- 93 pułk rakietowy OP – Zwienigorod
- 326 pułk rakietowy OP – Podolsk
- 549 pułk rakietowy OP – Stupino
- 651 pułk rakietowy OP – Marino
- Brygada Radiotechniczna – Selifontowo
- 436 pułk śmigłowców transportowych Mi-8T – Stupino